# ۱۹۷۶

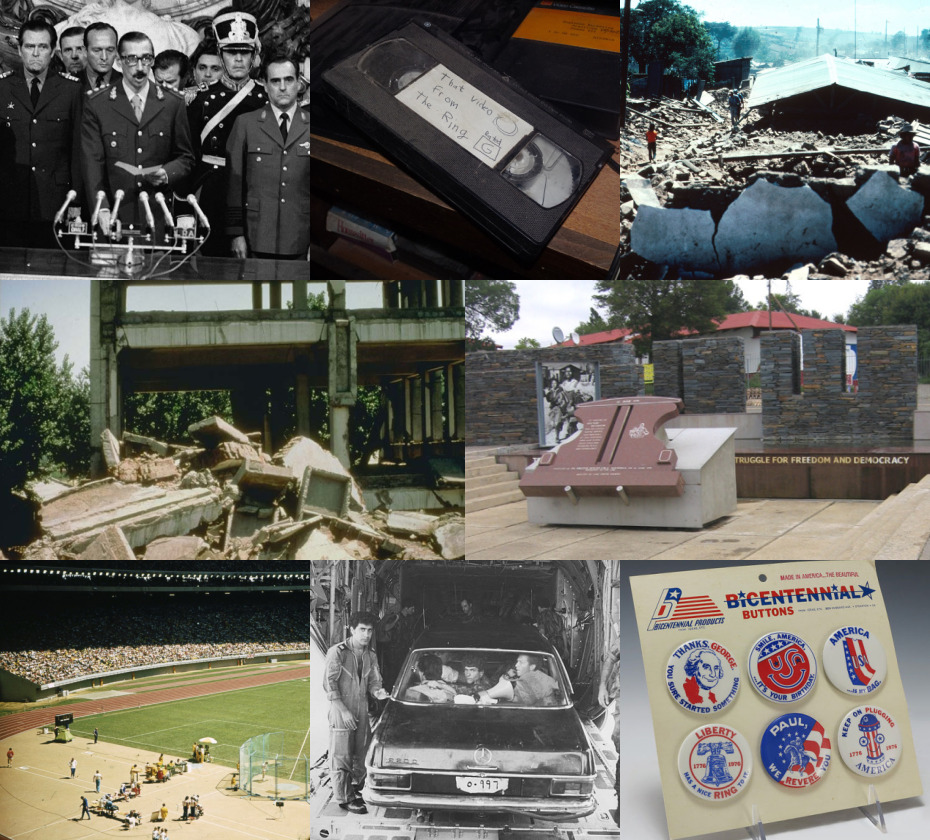

سال ۱۹۷۶ (هزار و نهصد و هفتاد و شش) میلادی، یکی از سال‌های دهه ۱۹۷۰ در سده ۲۰ میلادی بود. بر اساس تقویم گریگوری سال مذکور یک سال کبیسه با ۳۶۶ روز بود. در تقویم هجری شمسی سال ۱۹۷۶ از دی ۱۳۵۴ شروع شد و در دیماه ۱۳۵۵ خاتمه یافت.

## نامگذاری‌ها
در تقویم چینی این سال سال اژدها نام گرفته‌است.

## رویدادها
- ۱۷ ژانویه - پابدانا - محمد رضا شاه پهلوی معدن زغال‌سنگ خمرود کرمان را برای بهره‌برداری می‌گشاید.
- ۲۳ فوریه - تهران – دریادار رمزی عطایی به جرم فساد به زندان محکوم می‌شود.
- ۲۷ فوریه - داکار – شهبانو از سنگال دیدن می‌کند. نخستین سنگ بنای یک پالایشگاه نهاده می‌شود.
- ۱۵ مارس - شوش – باستانشناسان کاخ خصوصی داریوش را می‌یابند.
- ۲۱ مارس - تهران - محمد رضا شاه پهلوی پیشروی کشورش را به سوی تمدن بزرگ به جهان اعلام می‌دارد. پیشروی بیماری شاه را وادار کرده تا برای انجام رسانی طرحهای رفاهی، اقتصادی، فرهنگی و اجتماعی برای مردمش مهلتی هفت ساله بگذارد.
- ۱ آوریل - تأسیس شرکت کامپیوتری اپل
- ۲۶ آوریل - تهران – لیوپولد سدار سنگور پرزیدنت سنگال از ایران دیدار رسمی می‌کند.
- ۱ مه - تهران – شرکت هواپیمایی ملی ایران (هما) یک خط هوایی با بویینگ ۷۴۷ بین تهران، لندن و نیویورک ایجاد کرد.
- ۲۰ مه - تهران – دولت به سازمان آزادیبخش فلسطین پروانه گشایش دفتر در تهران می‌دهد.
- ۲ ژوئیه - مسکو - شاهزاده رضا پهلوی ولیعهد ایران به‌طور رسمی در مسکو مورد استقبال قرار می‌گیرد. سفر رضا پهلوی ولیعهد ایران پنج روز طول می‌کشد.
- ۲ ژوئیه - اتحاد ویتنام شمالی و جنوبی و تشکیل مجدد ویتنام واحد
- 13 ژوئیه - فینال جام ملت‌های آسیا ۱۹۷۶ مسابقه نهایی جام ملت‌های آسیا ۱۹۷۶ بود که در تاریخ ۲۳ خرداد ۱۳۵۵ برگزار شد. این مسابقه بین دو تیم ملی فوتبال ایران و کویت انجام شد و با پیروزی ۱-۰ و قهرمانی ایران به پایان رسید.
- اوت - واشینگتن – رقابت جمهوری خواهان و حزب دموکرات بالا می‌گیرد. جیمی کارتر اهل جورجیا است و بادام زمینی می‌کارد نامزد انتخابات از جانب حزب دموکرات آمریکا می‌باشد.
- ۱۳ آگوست - آغاز نامگذاری این روز به نام روز جهانی چپ‌دست‌ها
- ۶ اوت - تهران – هنری کیسینجر وزیر خارجه آمریکا پیام پرزیدنت جرالد فورد را به محمد رضا شاه پهلوی می‌دهد.
- ۲۴ سپتامبر - ژوهانسبورگ – تندیس رضا شاه توسط دخترش شاهدخت شمس پهلوی پرده برداری می‌شود.
- ۴ اکتبر - تهران - محمد رضا شاه پهلوی و شهبانو از والری ژیسکار دستن پرزیدنت فرانسه استقبال می‌کنند.
- اکتبر - ایران – بیش از سی هزار آمریکایی در ایران در بخش‌های خصوصی و دولتی ایران کار می‌کنند مثلاً در اصفهان شرکت بل هلیکوپتر برای نگهداری و تعمیر هلیکوپتر.
- نوامبر - ایران – فقط درآمد نفت رو به افزایش نیست بلکه منافع بخش خصوصی نیز چه در زمینه سرمایه گذاریهای تولیدی و غیره به سرعت بالا می‌رود. سرمایه گذاران در درازای سه سال سودی برابر اصل سرمایه می‌برند. مردم عادی نیز به تجارت با کشورهای غربی مشغول هستند.
- ۲۲ دسامبر - تهران – دیدار خصوصی ملک حسین شاه اردن از محمد رضا شاه پهلوی.ملک حسین معمولاً تعطیلات تابستانی خود را در نوشهر می‌گذراند.
- ۳۰ دسامبر - ایران – مقاومت بازار سنتی - با بالا رفتن پول نفت افتادن تجارت به دست غیر بازاریان نا خشنودی بازاریان افزایش می‌یابد. بازار متحد روحانیون توانست مصدق را شکست بدهد. بازار در مقابل تمام فشارهای اجتماعی مقاومت می‌کند و دوباره به جای پرداخت مالیات به دولت آغاز به پرداخت وجوهات مذهبی می‌کند.

## زادروزها
ژانویه
- ۶ ژانویه – جانی یونگ بوش، بازیگر آمریکایی
- ۸ ژانویه – جنی لویس، بازیگر، موسیقی‌دان، و خواننده آمریکایی
- ۲۱ ژانویه – اما بانتون، مجری تلویزیونی، خواننده-ترانه‌سرا، بازیگر، خواننده، و ترانه‌سرا بریتانیایی

فوریه
- ۹ فوریه – چارلی دی، فیلم‌نامه‌نویس و بازیگر آمریکایی
- ۱۲ فوریه - سیلویا سینت، هنرپیشهٔ چک
- ۱۵ فوریه – برندن بوید، خواننده آمریکایی
- ۲۴ فوریه - یووال نوح هراری - تاریخ‌دان اسرائیلی و استاد تاریخ دانشگاه عبری اورشلیم
- ۲۴ فوریه – زاک جانسون، بازیکن گلف آمریکایی

مارس
- ۱ مارس – لوک مابلی، بازیگر بریتانیایی
- ۱۲ مارس – ژائو وی، بازیگر و خواننده چینی
- ۱۴ مارس – مرلین سانتانا، بازیگر و موسیقی‌دان آمریکایی
- ۲۰ مارس – چستر بنینگتون، خواننده-ترانه‌سرا، موسیقی‌دان، بازیگر، و خواننده آمریکایی
- ۲۲ مارس - ریس ویترسپون، بازیگر آمریکایی
- ۲۳ مارس - میشل موناهن، بازیگر آمریکایی
- ۲۶ مارس – امی اسمارت، بازیگر و مدل آمریکایی

آوریل
- ۵ آوریل - سندی بار، بازیگر و مانکن اسرائیلی
- ۱۳ آوریل – گلن هاوتون، بازیگر و فیلم‌نامه‌نویس آمریکایی
- ۱۶ آوریل – شو کی، بازیگر و خواننده تایوانی
- ۲۰ آوریل – جویی لورنس، بازیگر آمریکایی
- ۲۲ آوریل – میشل زیولاکوف، بازیکن فوتبال لهستانی
- ۲۷ آوریل - سالی هاوکینز، بازیگر انگلیسی

مه
- ۱۴ مه – مارتین مک‌کاچن، بازیگر و خواننده بریتانیایی
- ۱۹ مه – کوین گارنت، بازیکن بسکتبال و ورزشکار آمریکایی
- ۲۵ مه - کیلین مورفی، بازیگر
- ۲۸ مه - الکسی نموف، ژیمناست اهل روسیه
- ۲۹ مه - گلشن، خواننده پاپ ترک
- ۳۱ مه - کالین فارل، هنرپیشهٔ ایرلندی

ژوئن
- ۸ ژوئن – لیندسی داونپورت، بازیکن تنیس آمریکایی
- ۹ ژوئن – آمیشا پاتل، بازیگر هندی
- ۱۲ ژوئن - پیوتر سویدلر، استاد بزرگ شطرنج اهل روسیه
- ۱۷ ژوئن – پیوتر سویدلر، بازیکن شطرنج و ورزشکار روسی
- ۱۸ ژوئن – بلیک شلتن، موسیقی‌دان و خواننده آمریکایی
- ۲۰ ژوئن – جولیانو بلتی، ژورنالیست و بازیکن فوتبال برزیلی

ژوئیه
- ۱ ژوئیه - پاتریک کلایورت، فوتبالیست هلندی
- ۱ ژوئیه - رود فان نیستلروی، فوتبالیست هلندی
- ۵ ژوئیه - نونو گومز، فوتبالیست پرتغالی
- ۸ ژوئیه – الن مک‌آرتور، کاشف بریتانیایی
- ۱۵ ژوئیه – دیانه کروگر، بازیگر و مدل آلمانی
- ۱۷ ژوئیه – مارکوس سنا، بازیکن فوتبال برزیلی
- ۲۳ ژوئیه - جودیت پولگار، استاد بزرگ شطرنج اهل مجارستان
- ۲۶ ژوئیه – مارتا رابی، سیاست‌مدار و وکیل آمریکایی
- ۲۸ ژوئیه – جکوبی شدیکس، مجری تلویزیونی، خواننده-ترانه‌سرا، موسیقی‌دان، و خواننده آمریکایی

اوت
- ۹ اوت - آدری تاتو، هنرپیشهٔ فرانسوی
- ۱۱ اوت – ویل فریدل، بازیگر آمریکایی
- ۱۵ اوت – بودوین زندن، بازیکن فوتبال هلندی
- ۲۵ اوت - پرهام اعرابی، استاد ایرانی-کانادایی دانشگاه تورنتو در رشته مهندسی برق

سپتامبر
- ۶ سپتامبر – نائومی هریس، بازیگر بریتانیایی
- ۸ سپتامبر – شنگ شالکن، بازیکن تنیس هلندی
- ۱۰ سپتامبر – گوستاوو کوئرتن، بازیکن تنیس برزیلی
- ۱۲ سپتامبر – ماچک زوراوسکی، بازیکن فوتبال و ورزشکار لهستانی
- ۱۶ سپتامبر – تیان برت، خواننده بریتانیایی
- ۱۸ سپتامبر - رونالدو، فوتبالیست برزیلی
- ۱۸ سپتامبر - مبروک المکری، کارگردان، فیلم‌نامه‌نویس و بازیگر تونسی‌تبار فرانسوی
- ۲۶ سپتامبر - میشائل بالاک، فوتبالیست آلمانی
- ۲۷ سپتامبر - فرانچسکو توتی، فوتبالیست ایتالیاییی
- ۲۹ سپتامبر - آندری شوچنکو، فوتبالیست اکراینی

اکتبر
- ۴ اکتبر - آلیشیا سیلورستون، هنرپیشه آمریکایی
- ۲۱ اکتبر – جرملی میلر، بازیگر آمریکایی
- ۲۳ اکتبر - رایان رینولدز، بازیگر سینما و تلویزیون کانادایی
- ۲۴ اکتبر - جما زامپرونا، بازیگر و رقصنده کانادایی

نوامبر
- ۱ نوامبر – چاد لیندبرگ، بازیگر آمریکایی
- ۷ نوامبر – مارک فیلیپوسیس، بازیکن تنیس و ورزشکار استرالیایی
- ۱۲ نوامبر – میروسلاف زیمکاویک، بازیکن فوتبال و ورزشکار لهستانی
- ۱۶ نوامبر – فابیو مالبرتی، دوچرخه‌سوار اهل ایتالیا
- ۱۷ نوامبر – دایان نئال، بازیگر آمریکایی
- ۲۹ نوامبر – آنا فاریس، تهیه‌کننده، صداپیشه، و بازیگر آمریکایی

دسامبر
- ۴ دسامبر – کریستینا گرووز، ورزشکار کانادایی
- ۶ دسامبر – آلیسیا ماچادو، ژورنالیست و بازیگر اهل ونزوئلا
- ۸ دسامبر – دومینیک مانهن، بازیگر بریتانیایی
- ۱۳ دسامبر – رادوسلاف سوبولفسکی، بازیکن فوتبال و ورزشکار لهستانی
- ۲۵ دسامبر - آرمین ون بورن، دی‌جی هلندی
- ۲۹ دسامبر – دنی مک‌براید، تهیه‌کننده، فیلم‌نامه‌نویس، و بازیگر آمریکایی

## درگذشت‌ها
- ۸ ژانویه - چو ان‌لای، سیاست‌مدار و رهبر سیاسی چینی و اولین نخست‌وزیر جمهوری خلق چین
- ۱۲ ژانویه - آگاتا کریستی، نویسنده انگلیسی داستان‌های جنایی و ادبیات کارآگاهی
- ۱ فوریه - ورنر کارل هایزنبرگ، فیزیک‌دان آلمانی و برندهٔ جایزه نوبل فیزیک و یکی از بنیانگذاران فیزیک کوانتومی
- ۴ آوریل - هری نایکوئیست، از پیشگامان آمریکایی ارائه نظریه اطلاعات
- ۵ آوریل - هوارد هیوز، هوانورد، مهندس و کارگردان آمریکایی
- ۲۶ مه - مارتین هایدگر، فیلسوف آلمانی
- ۴ ژوئیه - یوناتان نتانیاهو، افسر نیروهای دفاعی اسرائیل و فرمانده عملیاتی یگان ویژه سایرت متکل
- ۹ سپتامبر - مائو تسه-تونگ، رهبر چین
- ۱۵ نوامبر - ژان گابن، هنرپیشه فرانسوی
- ۲۵ نوامبر - میخائیل گورویچ از بنیانگذاران شرکت هوافضایی میگ
- ۲۳ نوامبر - آندره مالرو، نویسنده، منتقد هنری و سیاست‌مدار فرانسوی
- ۱۳ ژانویه – مارگارت لیتون، بازیگر بریتانیایی (ز. ۱۹۲۲)
- ۱۲ فوریه – سال مینئو، بازیگر آمریکایی (ز. ۱۹۳۹)
- ۴ مارس – والتر شوتکی، فیزیک‌دان و مهندس آلمانی (ز. ۱۸۸۶)
- ۲۵ مارس – یوزف آلبرس، هنرمند و نقاش آلمانی (ز. ۱۸۸۸)
- ۲۸ مارس – ریچارد آرلن، بازیگر آمریکایی (ز. ۱۸۹۸)
- ۳۰ مارس – آلبینو بیندا، دوچرخه‌سوار اهل ایتالیا (ز. ۱۹۰۴)
- ۱ آوریل – مکس ارنست، شاعر، نقاش، و مجسمه‌ساز آلمانی (ز. ۱۸۹۱)
- ۹ ژوئن – سیبیل تورندیک، بازیگر بریتانیایی (ز. ۱۸۸۲)
- ۲۴ ژوئن – ایموجن کانینگهام، عکاس آمریکایی (ز. ۱۸۸۳)
- ۶ ژوئیه – چو ته، سیاست‌مدار چینی (ز. ۱۸۸۶)
- ۱۹ اوت – الستر سیم، بازیگر بریتانیایی (ز. ۱۹۰۰)
- ۲۵ اوت – ایویند جانسون، مترجم، نویسنده، و معمار سوئدی (ز. ۱۹۰۰)
- ۲۸ اوت – آنیسا جونز، بازیگر آمریکایی (ز. ۱۹۵۸)
- ۴ سپتامبر - محسن هشترودی ریاضی‌دان، فیلسوف و شاعر ایرانی.
- ۱۰ سپتامبر – دالتون ترامبو، فیلم‌نامه‌نویس و نویسنده آمریکایی (ز. ۱۹۰۵)
- ۶ اکتبر – گیلبرت رایل، فیلسوف بریتانیایی (ز. ۱۹۰۰)
- ۱۴ اکتبر – ادیث ایوانز، بازیگر بریتانیایی (ز. ۱۸۸۸)
- ۳۱ اکتبر – آیلین گری، معمار ایرلندی (ز. ۱۸۷۸)
- ۸ نوامبر – گوتفرید فون کرم، بازیکن تنیس آلمانی (ز. ۱۹۰۹)
- ۱۱ نوامبر – الکساندر کالدر، مجسمه‌ساز آمریکایی (ز. ۱۸۹۸)
- ۱۲ دسامبر – جک کسیدی، بازیگر آمریکایی (ز. ۱۹۲۷)
- ۲۶ دسامبر – فیلیپ ای. هارت، سیاست‌مدار و وکیل آمریکایی (ز. ۱۹۱۲)